# Староихсаново
Староихсаново (баш. Иҫке Ихсан) — село в Чекмагушевском районе Республики Башкортостан Российской Федерации. Входит в состав Башировского сельсовета.

## География
Находится на реке Чермасан, при автодороге республиканского значения 80К-008.

### Географическое положение
Расстояние до:
- районного центра (Чекмагуш): 29 км,
- центра сельсовета (Старобаширово): 2 км,
- ближайшей ж/д станции (Уфа): 81 км.

## Топоним
Ойконим Староихсаново связано с Новоихсаново и восходит к сочетанию Старое Ихсаново, образованное для обозначения старой и новой деревни Ихсаново (деревня Иксанова).

## История
В «Списке населенных мест по сведениям 1870 года», изданном в 1877 году, населённый пункт упомянут как деревня Иксанова 4-го стана Белебеевского уезда Уфимской губернии. Располагалась по правой стороне просёлочной дороги из Белебея в Бирск, в 130 верстах от уездного города Белебея и в 60 верстах от становой квартиры в деревне Курачева. В деревне, в 96 дворах жили 656 человек (328 мужчин и 328 женщин, татары, башкиры), были мечеть, училище, водяная мельница. Жители занимались пчеловодством и печением калачей.

## Население
| 2002 | 2009 | 2010 |
| ---- | ---- | ---- |
| 226  | ↘202 | ↗216 |

Национальный состав
Согласно переписи 2002 года, преобладающие национальности — татары (54 %), башкиры (39 %).

## Инфраструктура
Личное подсобное хозяйство с зоной сельскохозяйственного использования, индивидуальная застройка усадебного типа.
Основа экономики — сельское хозяйство.
Староихсановский сельский клуб.

## Транспорт
Остановка общественного транспорта «Староихсаново».

## Известные уроженцы
- Ахметов, Хамза Раисович (1958—2007) — российский государственный и политический деятель.
- Мустафин, Ульфат Мансурович (1959—2020) — глава администрации Уфы (2018—2020).
- Салигаскарова, Магафура Галиулловна (1922—2015) — оперная певица (меццо-сопрано), народная артистка Башкирской АССР (1951) и РСФСР (1957).